# إيميدازوليدين
إيميدازوليدين هو مركب عضوي حلقي غير متجانس له الصيغة الكيميائية C3H8N2.
ينتمي المركب إلى مجموعة مركبات أمينال؛ وهو يتألف بنيوياً من حلقة خماسية مشبعة حاوية على ذرتي نتروجين، وهو بذلك يعد الشكل المشبع من إيميدازول.

## التحضير
يحضر المركب ومشتقاته من تفاعل تكاثف بين مركبات 2,1-ثنائي أمين مع الألدهيدات؛ حيث تكون عادة واحدة أو كلتا ذرتي النتروجين مستبدلة بمجموعة ألكيل أو بنزيل.
حضر مركب إيميدازوليدين غير المستبدل لأول مرة سنة 1952.

## الخواص والتفاعلات
لا يعد مركب إيميدازوليدين غير المستبدل من المركبات المستقرة، إذ يميل إلى التفاعل ليتحول إلى شكل أكثر استقراراً؛ إذ أن الحلقة غالباً ما تكون عرضة إلى تفاعل حلمهة ليتشكل ثنائي الأمين والألدهيد الموافق.
يعطي تفاعل نزع الهيدروجين من الكربون رقم 2 جذر كيميائي كربيني يدعى ثنائي هيدرو إيميدازول-2-يليدين Dihydroimidazol-2-ylidene؛ حيث تشكل مشتقات الأخير العديد من مركبات الكربين المستديمة المقاومة للتفكك؛ والتي كان الكيميائي هانز-فيرنر فانتسليك Hans-Werner Wanzlick قد نشر عنها في ستينات القرن العشرين.

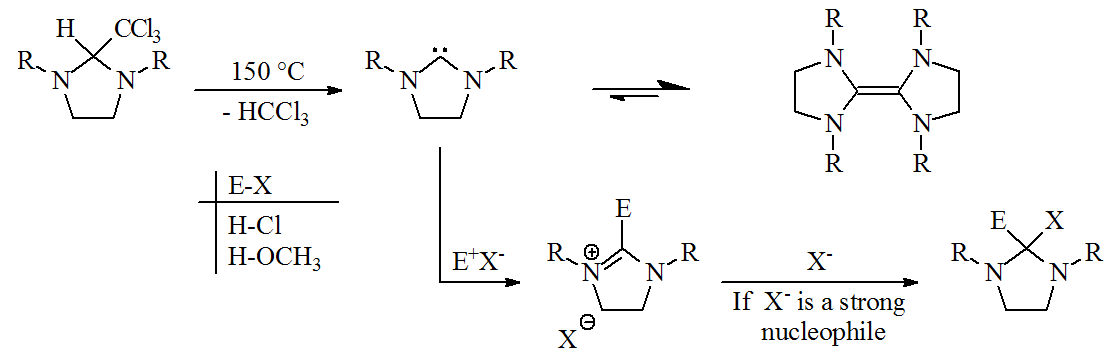
آلية تفاعل جذر ثنائي هيدرو إيميدازول-2-يليدين مع الإلكتروفيلات.

## اقرأ أيضاً
- إيميدازول
- إيميدازوليدينيل اليوريا
- بيرازوليدين
- أكسازوليدين
- 2-إيميدازولين